# Quercus riparia
Quercus riparia là một loài thực vật có hoa trong họ Cử. Loài này được Laughlin miêu tả khoa học đầu tiên năm 1963.